# Trincomalee Airport
Trincomalee Airport (engelska: SLAF China Bay) är en flygplats i Sri Lanka. Den ligger i den nordöstra delen av landet, 230 km nordost om huvudstaden Colombo. Trincomalee Airport ligger 1 meter över havet.
Terrängen runt Trincomalee Airport är platt. Havet är nära Trincomalee Airport åt sydost. Runt Trincomalee Airport är det ganska tätbefolkat, med 139 invånare per kvadratkilometer. Närmaste större samhälle är Trincomalee, 6,7 km nordost om Trincomalee Airport. 